# アニメ最萌トーナメント
アニメ最萌トーナメント（アニメさいもえトーナメント）とは、2ちゃんねるのアニメサロンex板（過去にはアニメサロン板）を中心として行われる、アニメの女性キャラクターを扱った最萌トーナメントである。
発祥は、2002年開催の「アニメ板最萌トーナメント」である。その後「2002アニメベスト10」「秋期&春期アニメ新番組最萌トーナメント（最萌2003年版）」を経て「アニメ最萌トーナメント2004」に至る。2005年以降は事実上の分裂開催となった2006年を除き毎年１回の恒例行事として行われていたが2014年を最後に新たなトーナメントは開催されておらず。現在では、2014年版が最新である。

## 概要
- このイベントは単なる勝敗を求めるものではなく、展示やアニメファン同士の交流という要素を含んでいる。というより、基本的に標榜する理念はこれである（葉鍵最萌から受け継いだ伝統に近い[要出典]。このため、趣旨を参加者に周知させるために、下記のAAが投票スレの冒頭に張られる事が多い。

```
　　 ＿＿＿＿＿＿＿＿＿＿＿＿＿＿＿＿＿＿＿＿＿＿＿＿＿＿＿＿＿＿＿＿＿＿＿
　　||
　　|| 　　　　　　＠＠＠＠＠＠＠＠＠＠最萌心得＠＠＠＠＠＠＠＠＠＠
　　||
　　|| 　 　最萌は単なる投票行為ではありません
　　|| 　 　萌え文や支援などの交流を通して(*´Д｀)はぁーんして下さい
　　||　　　
　　|| 　　　（以下略）
　　||　
　　||　 　＿_ 　
　　||　　 ｀ヽ,　｀ヽ 
　　||　 　　,.' -─-ヽ.　 
　　|| 　 ＜i iﾉﾘﾉ)）)）＞ 　　
　　||＿　 ﾉｌ ｉ_ﾟ ヮﾟﾉl! ／ ＿＿Ｅ[]ヨ.＿＿＿＿＿＿＿＿＿＿＿＿＿＿＿＿＿＿＿＿＿＿＿
.　 　　　（ (ｉ/wkつつ"
.　 　 　　｀/ / !_i_〉l
.　 　　＿く_/_,ﾙﾉノ＿＿
```

- 2006年の決勝戦においては投票総数が4000票を越えた事もあり[3]、2ちゃんねるで行われる大規模な最萌トーナメントの一つではあるが、2006年度以降は下降しており、他のトーナメントとの開催規模の差は徐々に縮まっている[要出典]。投票を行うためには「投票コード」を取得する必要があり、多重投票対策のため投票コードを取るためには時間がかかるようになっている。特定プロバイダから集中してコードが取得されると、しばらくの間コード発行が規制されることもある（例：2009年のルール）。
- 第1回全板人気トーナメントに少し遅れて始まったが、この段階では互いに受けた影響は限定的であった。2005年は全板終了後アニメ最萌が始まる日程になったため、全板参加者の一部がアニメ最萌に流れた事により参加者が増えた。また、2008年に両者の開催期間が一部重なったことで、相互に影響を受けあう事となったまた2007年にアニメ最萌関連スレがアニメサロンex板として隔離され、全板ではまとまって動きやすくなったため全板参加者に少なからぬインパクトを与えた[要出典]。
- 同年に複数のアニメ最萌が分裂開催される場合がまれにある。2010年以前では、2004年と2006年に開催された。
- ルールは毎年変更されている。運営陣が変わる際、運営方針により前年とルールが異なることもある[4]。2005年からは日程の大まかな流れは共通しているが（一次予選（上位勝ち抜け）→二次予選（敗者復活）→8ブロックで本戦1〜4回戦（シード無し）→決勝トーナメント）、一次予選の上位勝ち抜け人数、二次予選への通過人数、本戦への通過人数、試合日数などはその年の運営方針により変わっている。多重投票をできる限り排除するため、投票コードの取得制限は年々厳しさを増している[要出典]。

## 板住人・参加者の反応
- 試合に関連する作品やキャラのスレが荒らされる事もあり、作品やキャラのスレとの軋轢が起こっている。場合によっては「荒らしの祭り」と呼ばれる事もある。そのため、例えば「投票スレ以外のスレで宣伝等をする場合は、スレの住人に迷惑がかからないように最大限努めてください」のような警告が発せられている[5][6]。
- 海外からも多くの参加者が投票を行っており、支援を行うものもいる。2008年は公式サイトの管理人が台湾人であり[要出典]、英語と繁体字のルールも提供された。海外ではマイナー作品はファンサブが作られず視聴できない事があり、また、そのような日本語が読めない人は支援も読めないため、投票がメジャー作品のキャラに集中する傾向がある[7]。また、海外にあるプロキシサーバを利用して多重投票が行われることもあり、その面から海外からの投票を規制する事を求める動きもある[8][出典無効] 。現在はコード発行所で海外のプロキシを弾き、コード取得を抑止した上で投票を許容する対応を行っている。
- 近年では深夜アニメ・UHFアニメのキャラクターが上位を占める傾向にある。2004までは朝夕アニメが決勝トーナメントに多く残っていたが、2005ではベスト4の成績だった『ゾイドジェネシス』のヒロインであるレ・ミィのみであった。2006に至ってはベスト32にすら朝夕アニメが現れていない[9]。
- 過去の結果を見ると（特に2ch内部における）原作付き有名作品が強い傾向にあり、作品の出自に大きく依存する側面がある。2011の魔法少女まどか☆マギカなど、オリジナルアニメでも人気が高ければ活躍することはあるが、「大小様々なアニメの交流会・展示会」を標榜するからにはもっとマイナー作品に注目を集められる仕組みが必要とする意見もある[要出典]シードの導入やマイナー作品用のトーナメントの作成など、毎年色々な議論が行われている。2009では具体的な対策として本戦枠の増加が行われた。

## 歴代のトーナメント
| 開催年度 | イベント名                            | 優勝                                                 | 準優勝                                              |
| -------- | ------------------------------------- | ---------------------------------------------------- | --------------------------------------------------- |
| 2002年   | アニメ板最萌トーナメント              | 木之本桜（カードキャプターさくら）                   | 春日歩（大阪）（あずまんが大王）                    |
| 2003年   | 秋期&春期アニメ新番組最萌トーナメント | 原田梨紅（D・N・ANGEL）                              | 原素子（ガンパレード・マーチ）                      |
| 2004年   | アニメ最萌トーナメント2004（仮）      | ローズマリー・アップルフィールド（明日のナージャ）   | ナージャ・アップルフィールド（明日のナージャ）      |
| 2004年   | アニメ最萌トーナメント2004 in投票所   | 春日歩（大阪）（あずまんが大王）                     | マギー（R.O.D -THE TV-）                            |
| 2005年   | アニメ最萌トーナメント2005            | 高町なのは（魔法少女リリカルなのは）                 | 蒼星石（ローゼンメイデン）                          |
| 2006年   | アニメ最萌トーナメント2006            | 翠星石（ローゼンメイデン・トロイメント）             | フェイト・テスタロッサ（魔法少女リリカルなのはA's） |
| 2006年   | アニメ裏最萌トーナメント2006          | レイン（ふしぎ星の☆ふたご姫Gyu!）                    | 朝比奈みくる（涼宮ハルヒの憂鬱）                    |
| 2007年   | アニメ最萌トーナメント2007            | 古手梨花（ひぐらしのなく頃に）                       | 三千院ナギ（ハヤテのごとく!）                       |
| 2008年   | アニメ最萌トーナメント2008            | 柊かがみ（らき☆すた）                                | 柊つかさ（らき☆すた）                               |
| 2009年   | アニメ最萌トーナメント2009            | 逢坂大河（とらドラ!）                                | 平沢唯（けいおん!）                                 |
| 2010年   | アニメ最萌トーナメント2010            | 中野梓（けいおん!!）                                 | 三千院ナギ（ハヤテのごとく!!）                      |
| 2011年   | アニメ最萌トーナメント2011            | 巴マミ（魔法少女まどか☆マギカ）                      | 佐倉杏子（魔法少女まどか☆マギカ）                   |
| 2012年   | アニメ最萌トーナメント2012            | 園城寺怜（咲-Saki-阿知賀編 episode of side-A）       | 松実玄（咲-Saki-阿知賀編 episode of side-A）        |
| 2013年   | アニメ最萌トーナメント2013            | 鹿目まどか（劇場版 魔法少女まどか☆マギカ）           | 美樹さやか（劇場版 魔法少女まどか☆マギカ）          |
| 2014年   | アニメ最萌トーナメント2014            | 原村和（咲-Saki- 全国編）／宮永咲（咲-Saki- 全国編） | なし                                                |

## 海外のアニメ最萌トーナメント
数ある最萌トーナメントの中でもアニメ最萌の海外参加者の率はかなり高く、その影響から海外でも独自にアニメ最萌が行われている。他にも東方最萌（Touhou Seimoe）など、他の最萌が海外で開催される事も全くないわけではないが、ほとんどはアニメ最萌である。
海外のアニメ最萌はいくつも分立しており、ルールも様々である。中には通常の1敗即退場のトーナメントではなく、ダブルイリミネーション方式を採用するものも存在する。日本のアニメ最萌ほど支援合戦に重きが置かれないこともあるが、それなりに支援が行われる場合もある。
多重投票に対する規制の方法が異なり、投票しやすい場合もある。場合によっては日本の最萌と比べて票数が多くなることもある 。

### 海外のアニメ最萌トーナメント・リーグ（開催順）
| 開催国   | イベント名                                             | 開催年          |
| -------- | ------------------------------------------------------ | --------------- |
| 韓国     | 最高萌えトーナメント（女性部・ベータ版）               | 2006            |
| 韓国     | 最高萌えトーナメント（女性部・男性部）                 | 2006-2012       |
| 国際試合 | SaiGAR（基本的に男性版）                               | 2007-2008       |
| 国際試合 | loli battle                                            | 2007-2008       |
| 中国     | 中国最萌大会（女性部）                                 | 2007-2009       |
| 韓国     | スーパー萌えトーナメント                               | 2007-2008、2010 |
| 台湾     | PTT C_Chat最萌大会                                     | 2007、2010-2011 |
| 国際試合 | International Saimoe League                            | 2008-運営中     |
| 中国     | アニメファンス最萌トーナメント                         | 2008-運営中     |
| 中国     | 中国最萌大会（男性部）                                 | 2008            |
| 中国     | アニメ最萌選手権大会                                   | 2009            |
| 韓国     | アニパーティスーパー萌えトーナメント（女性部・男性部） | 2010            |
| 中国     | bilibiliアニメキャラ人気大賞（女性部・男性部）         | 2015-運営中     |